# Selnica ob Dravi
Selnica ob Dravi este o localitate din comuna Selnica ob Dravi, Slovenia, cu o populație de 1.323 de locuitori.